# 이현권
이현권(李賢權, Lee Hyun Kwon, 1972년 7월11일~)은 대한민국의 정신건강의학과 전문의이자 사진작가이다.

(왼쪽)전공의 4년차 때인 2007년 5월 샌디에이고에서 APA(American Psychiatric Association) 포스터를 발표하는 모습. (오른쪽)‘복원’시리즈를 촬영하던 때, 2007. 사진제공=이현권.

## 생애
1972년 7월 11일 충청남도 예산군 예산읍에서 2남 1녀 중 차남으로 태어났다. 대전에서 초, 중, 고등학교를 졸업했고 1991년 진주에 있는 경상대학교 의과대학에 입학하였다. 본과 3학년 때 성형외과 김준식 교수가 ‘디지털 일안 반사식 카메라(DSLR)’를 빌려주면서 사진을 시작하였다. 
2004년부터 4년간 정신건강의학과 전공의를 위해 국립정신병원(현,국립정신건강센터)에서 근무하였다. 당시병원은 비록 낡았지만 1961년 개원 이래로 한국정신과의 역사를 담고 있었다. 병원 건물 및 환자들을 찍으며 사진작업을 시작하였으나 불의의 사고로 필름 절반가량을 분실하였다. 
2011년부터 국제정신분석가가 되기 위해 약 5년간 정신분석을 받았다. 사진가로 활동을 시작하면서 정신분석과 예술, 문학, 신화와 관련된 논문을 집필하고 있으며 무의식적 맥락에서 평론을 쓰고 있다. 2021년 한국정신분석학회 학술상을 수상했다. 오랜 기간 동안성병원에 근무하고 있으며 한국정신분석학회 정회원, 국제정신분석가(IPA)교육과정에 있다.  

(위 왼쪽부터 시계방향)Restoration(복원)_part1_2, part1_24, part1_20, part1_29, part1_41. 사진제공=이현권.

## 긴장과 불안의 경계 치환의 통찰력(2005~2008년)
‘복원(restoration)’연작은 이현권 작가가 정신과 의사로 첫 발을 디뎠던 전공의 시절 국립정신병원에서 촬영한 사진이다. 당시의 필름을 잃어버린 상실감이 컸으나 2021년 ‘서울 한강 10년’전시 이후, 먼지 가득한 버려진 듯한 필름들을 기적적으로 발견하게 된다. 사상(寫像)은 의식과 무의식의 긴장과 불안의 경계 언저리서 모호하며 때로는 해체되는 경계를 드러내고 있다. 
“복원은 고통으로 던져졌던 나의 부분에 다가가는 것이며, 이는 내가 사진 작업과 동시에 진행했던 정신분석과 유사함을 알게 되었다. 정신분석을 통해 닫혀 있던 나의 기억이 서서히 열린 것처럼 이 ‘복원’작업은 내가 경험한 낡은 기억들을 다시 되살리는 것이 아닐까?”

## 몸과 정신의 호흡 투사된 자아의 영상(2010~현재)
한강은 작가자신의 세계로 들어가 몰입을 느끼는 대상이다. 투사(projection)된 ‘나’이기도 한데 이현권의 무의식과 감응한 공간의 변화와 차이로 표현된 것이 ‘한강’연작이다. “한강의 물은 뜨거운 나의 감정이었다가 차가운 이성의 기하학이 되기도 한다. 시야가 흔들릴 정도로 공간이 나를 압도할 때가 있다. 프레임은 내 전체와 반응하여 흡수 하듯 공간을 필름에 담는다. 한강은 나의 모든 것과 교류한 축적된 단면이다.”
“이현권의 사진은 한강의 재현이라기보다는 재현될 수 없음을 자인하면서 동시에 매 순간 변화하는 한강의 이미지 속에서 무언가 ‘증세’를 발견하려는 듯하다. 그것은 의식 안의 무의식, 표면 안에 내부가 공존하는 한강 풍경일 것이다.” 
“이현권의 ‘한강’연작은 신체와 정신의 호흡으로 완성시킨 자전적 에세이에 가깝다. 삶과 예술에 관한 작가의 시각을 보여준다. ‘정서의 감각화에 의한 이미지화’에서 이탈하지 않으며, 궁극적으론 시공을 동반한 숱한 경험의 단락을 관통한 결과물이기도 하다.”

(맨 위 왼쪽부터)서울-한강을 걷다 2010, 2010. (중간)2013. 2016. (아래)2018. 2023. 사진제공=이현권.

## 순환과 반복 중첩되는 시간의 운치(2011~2013년)
‘1년(one year)’연작 대상은 이현권 작가가 매일 오가는 도로변에 위치한 야산이다. 동일한 곳을 반복 촬영함으로써 시간의 중첩이라는 풍경을 정신성의 격조로 승화시키고 있다. “그곳은 인간에겐 소외되었지만 자연과는 끊임없이 대화를 한다. 그 안에 풀의 움직임이 느껴지고 빛과 어둠이 만들어낸 또 다른 다양한 색을 만나게 된다. 긴 겨울을 견딘 땅의 힘을 가지고 피는 봄의 초록도 정겹다. 화려한 가을의 색깔은 없지만 최선의 색으로서 자신의 아름다움을 표현한다. 그리고 삶의 끝에 순종하듯 모든 에너지를 털고 죽음의 색으로 견딘다.”
“이현권은 그렇게 사라지는 자연의 모습을 매일 찍어 두었다. 여러 시간대가 쌓이고 누적되어 두께를 지닌 것을 보여주는데 여기서 과거의 실체는 이미 존재하지 않지만 그렇다고 아예 없는 것도 아니다. 작가는 과거를 회상하는 현재를 보여주고 동시에 그 현재가 어느새 과거가 되어버리는 시간, 그러니까 언제나 현재이며 그 현재는 또 언제나 과거로 쌓이는 ‘시간’이라는 것의 아이러니를 문제 삼고 있다.”

(맨 위 왼쪽부터)3월24일, 5월16일. (중간 왼쪽부터)8월28일, 10월26일. (아래 왼쪽부터)12월5일, 1월24일. 사진제공=이현권.

(위 왼쪽부터)이분의 일 2012, 2014. (중간)2015, 2016. (아래)2018, 2019. 사진제공=이현권.

## 끝없이 교류하는 간극 진리의 기억(2012~2020년)
‘이분의 일(A Half)’연작은 이현권 작가가 정신분석가 과정 5년의 기간 중 자신의 마음을 바라보다 떠오른 영상에서 비롯됐다. 한국바다를 통해 가늠할 수 없는 마음의 층(層)을 담아내고 있다. “따라서 ‘이분의 일’의 시간은 현재의 시간이지만 나의 과거의 시간이며, 이는 내 존재의 현재와 과거가 무의식적으로 끊임없이 교류하는 시간이다. 마치 무의식과 의식의 지점에서 역동적 힘의 충돌이 일어나는 것처럼 작업의 순간에는 현재와 과거가 감각을 통해 끊임없이 움직이는 느낌을 받았다.”
“그리고 그렇게 경계를 풀고, 하늘과 바다가 막 한 몸이 되기 직전의 극적 순간을 보여준다. 그 극적 순간을 지나치고 나면, 아마도 경계는 흔적도 없이 사라지고 없을 것이다. 어둠이 경계와 함께 경계의 잔상마저, 지각된 경계와 함께 경계의 기억마저 삼켜버릴 것이기 때문이다.” 

## 평가
“한강의 시각적 기억은 겸제 정선의 경교명승첩(京郊名勝帖)까지 올라간다. 양천현감인 겸제는 매일매일 보는 눈앞의 한강 즉 서호(西湖)를 여러 점 그렸다. 정선의 청록산수화에 담긴 서울한강의 풍광을 이제는 눈 씻고 찾아도 한구석 찾기 어렵다. 그런 한강산수는 이제 역사가 되었다. 그래서 ‘서울한강’은 새로운 기억을 만드는 공간이 된다.[10]” 
“이현권의 ‘이분의 일’작품은 지적이고 철학적이며 심지어 종교적인 느낌을 준다. 존재의 무의미와 무상함, 기억과 망각의 투쟁을 넘어 절대적인 어떤 것을 추구하는 명상과 선불교의 초월적 세계에 닿으려 한다.[11]”

## 개인전 및 단체전
개인전
- 2023 한강_고요 (큐아트스페이스)
- 2021 서울, 한강을 걷다 10년(2010~2020) (세종문화회관미술관)
- 2021 걷다, 보다 (291 포토 그랩스)
- 2020 이분의 일 (갤러리 인사아트)
- 2017 서울, 한강을 걷다(2014~2017) (팔레 드 서울 갤러리)
- 2014 서울, 한강을 걷다 (유나이티드 갤러리)
- 2013 1년 (갤러리 그림손)
- 2011 서울, 한강을 걷다 (국민일보갤러리)
- 2011 서울, 한강을 걷다 (갤러리 그림손)

그룹 및 기획전
- 2023 Round Table-한중 현대미술가 초대전 (갤러리 에이)
- 2023 예술로 떠나는 여름 여행 (구띠 갤러리)
- 2023 소녀·돼지·신화·평형·낭만 (큐아트스페이스)
- 2022 예술의 시간, debris-예술과 주변성에 대한 단상 (해운대아트센터)
- 2022 코로나를 통과한 예술가들-작가님 그동안 어떻게 지내셨어요? (아트레온 갤러리)
- 2012 DNA-15인전 (유나이티드 갤러러)
- 2011 한·러 21주년 문화협력교류전 (러시아 Les Oreades Gallery, GM18 Gallery)
- 2008 Asian-Pacific photo print competition Winning Works (코엑스)